# Steve London
Pour les articles homonymes, voir London.
Steve London, né le 9 mars 1929 à Saint-Louis, dans le Missouri, aux (États-Unis), et mort le 14 juin 2014 à Pasadena, en Californie, aux (États-Unis), est un acteur de cinéma et de télévision américain.

## Filmographie

### Cinéma
- 1957 : À l'heure zéro (Zero Hour!) de Hall Bartlett : Premier Officier Walt Stewart
- 1958 : I Married a Monster from Outer Space : Charles Mason
- 1966 : Un truand : Airline Clerk (non crédité)
- 2009 : Brother's War : Klaus âgé

### Télévision
- 1958 : Sky King (série télévisée) : Dr Dan Vicker (épisode Dead Man's Will)
- 1958 : Letter to Loretta (série télévisée) : Jim Bross (épisode  Air Stewardess)
- 1958 : M Squad (série télévisée) : Andrew Jarecki (épisode The Sitters)
- 1959 : Mackenzie's Raiders (série télévisée) : Hogue (épisode Thunder Stick)
- 1959 : Sugarfoot (série télévisée) : Sgt. Reddick (épisode The Royal Raiders) / Dallas Pike (épisode The Avengers)
- 1959 - 1963 : Les Incorruptibles (série télévisée) : Jack Rossman (63 épisodes)
- 1960 : Lock Up (série télévisée) : Roy Baldwin (épisode The Manly Art of Murder)
- 1964 : Broadside (série télévisée) : le sergent des Marines (épisode The Obstacle Course)
- 1965 : Kraft Suspense Theatre (série télévisée) : Bassett (épisode In Darkness, Waiting part 1 & 2)
- 1966 : Le Proscrit (série télévisée) : Capitaine (épisode A Destiny Which Made Us Brothers)
- 1966 : L'Extravagante Lucy (série télévisée) : Détective Lane (épisode Lucy the Gun Moll)
- 1966 : Daniel Boone (série télévisée) : Barnabas Platt (épisode The Lost Colony)
- 1969 : Mission impossible (série télévisée) : Somers (épisode Submarine)
- 2007 : Tim and Eric Awesome Show, Great Job! (série télévisée) : Old Office Temp (épisode Abstinence)